# Atlas Coelestis

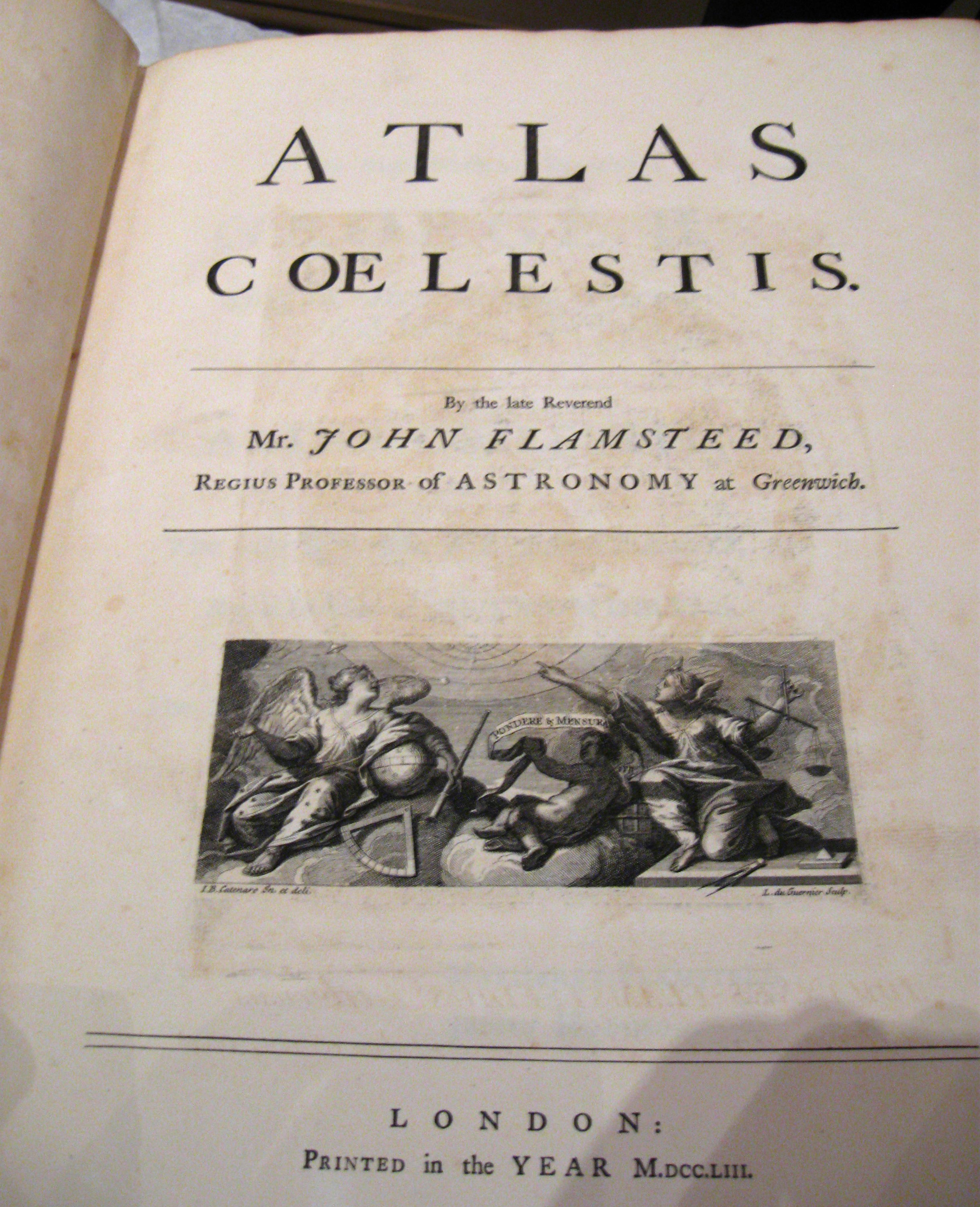
Титульна сторінка копії, що зберігається в Музеї і художній галереї Дербі

«Atlas Coelestis» — атлас зоряного неба, ґрунтований на спостереженнях, зроблених Першим королівським астрономом Джоном Флемстідом. Атлас був виданий в 1729 році, вже після смерті автора.
«Атлас» має найбільший формат серед усіх виданих на той час і включає 26 карт основних сузір'їв, видимих в Гринвічі, із зображеннями в стилі рококо авторства Джеймса Торнгілла. У нім також наведені дві планісфери, створені Абрамом Шарпом.

## Історія
До появи цього атласу у Британії існував опублікований в 1725 році каталог «Stellarum inerrantium Catalogus Britannicus» (чи просто «British Catalogue» — «Британський каталог») на 2919 зірок.
Однією з основних цілей нового видання «Атласу» було бажання Джона Флемстіда змінити зображення сузір'їв, прийняте Йоганном Байєром в його «Уранометрії» (1603 рік). У Байєра фігури сузір'їв, що зображують людей, часто повернені спиною до глядача (а не обличчям, як це велося з часів Птолемея). Це створювало плутанину в тих іменах зірок, де є характеристика «правий» або «лівий».
«Atlas Coelestis» був виданий тільки через десять років після смерті Флемстіда його вдовою за допомогою Джозефа Кроствейта (Joseph Crosthwait) і Абрама Шарпа, ставши першим подібним виданням, ґрунтованим на телескопічних спостереженнях.
Публікація мала успіх, ставши основним об'єктом посилань професійних астрономів на найближче століття. Проте ж, роботу критикували по трьох напрямах: ціна була висока, розмір великий (що робило використання атласу незручним), і художня якість була недостатньо висока (особливо критикували ілюстрації Торнгілла, зокрема, зображення сузір'я Водолія). Це привело доктора Джона Бевіса, відкривача Крабоподібної туманності, до спроби поліпшити атлас; у 1745 році він видав Uranographia Britannica — менших розмірів, з внесеними уточненнями і більш художніми малюнками. Проте робота не була видана офіційно, і на даний момент відомі всього 16 її копій.
У результаті, після додаткових спостережень зірок, проведених в 1690-і роки, французький інженер Жана Ніколаса Фортіна (Jean Nicolas Fortin) в 1770-х під контролем астрономів Пьєра Ле Моньє (Pierre Charles Le Monnier) і Шарля Мессьє з Французької академії наук, оновив роботу. Нова версія, названа Atlas Fortin — Flamsteed, була за форматом втричі менше від оригіналу, але зберегла ту ж структуру таблиць. Крім того, було зроблено художнє ретушування ряду ілюстрацій — зокрема, Андромеди, Діви і Водолія. Назви сузір'їв були дані французькою мовою; крім того, були додані деякі туманності, відкриті після смерті Флемстіда. У 1795 році була опублікована ще одна оновлена версія, з доповненою кількістю туманностей.

### Ресурси Інтернету
- Вікісховище має мультимедійні дані за темою: Atlas Coelestis
- Atlas coelestis — повністю відскановане друге видання [Архівовано 3 березня 2016 у Wayback Machine.]
- gm/fortin/testo indice inglese.htm Flamsteed — Fortin Atlas Celeste[недоступне посилання з червня 2019] (англ.) (італ.)
- Atlas coelestis. National Library of Australia. Архів оригіналу за 3 березня 2016. Процитовано 8 травня 2010. — full scan of the 2nd edition
- Giangi Caglieris. Flamsteed - Fortin Atlas Coeleste (English та Italian) . Архів оригіналу за 17 жовтня 2019. Процитовано 8 травня 2010.

## Фототека

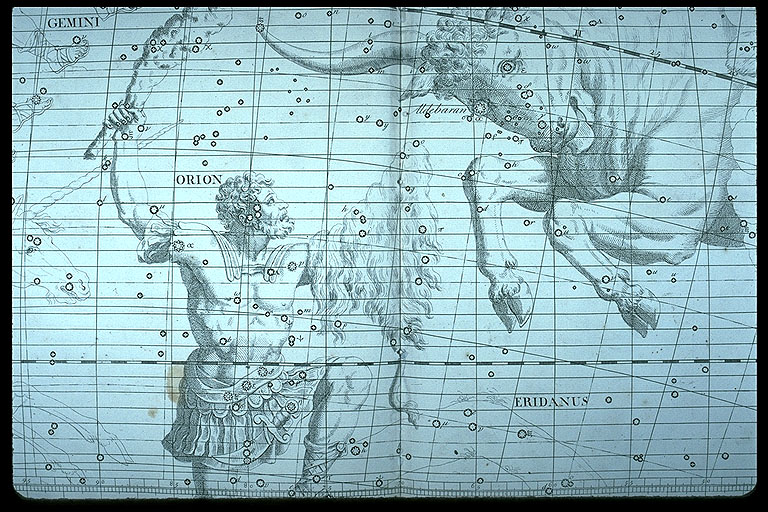
Оріон в Atlas Coelestis Флемстіда.
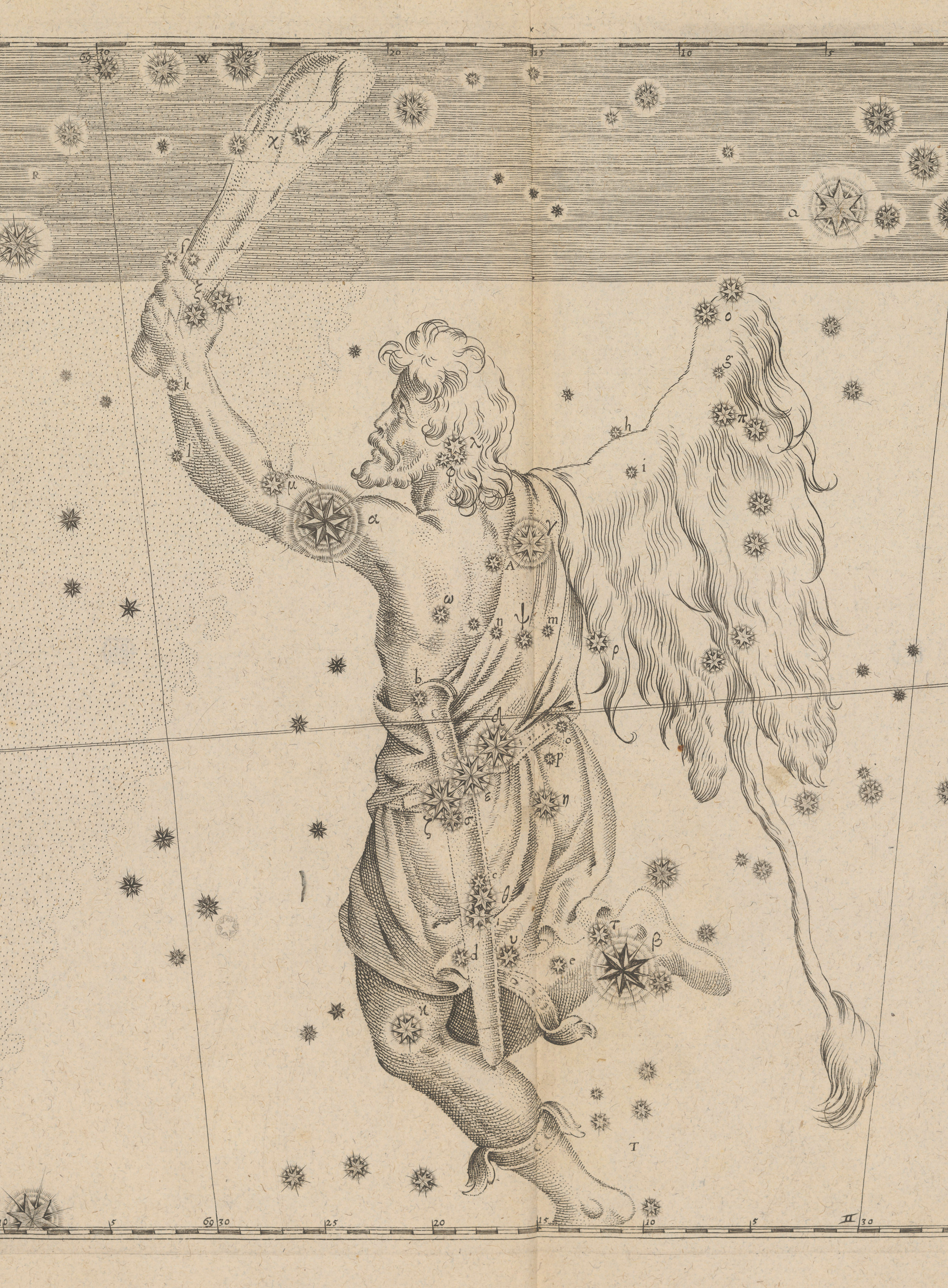
Оріон в Uranometria Брієра.